# Alexander Jensen
Alexander Jensen (født 24. august 2001) er en dansk fodboldspiller, der spiller for den skotske Premier League- klub Aberdeen.

## Klubkarriere
Jensen var ungdomsspiller i FC Midtjylland indtil U15-holdet, derefter han kom til Vejle BK, hvor han også fik sin seniordebut, men ikke fik en seniorkontrakt. Han fik lov at gå videre til FC Fredericia.
I vinterpausen 2023 blev Jensen solgt til den svenske klub IF Brommapojkarna. Jensen fik sin Allsvenskan-debut i april 2023 mod Djurgården. Han blev betragtet som en nøglespiller i 2023, hvor han spillede hvert eneste minut af Allsvenskan i 2023 uden udskiftninger.
I januar 2025 sluttede han sig til den skotske Premiership-klub Aberdeen.